# Radošov
Radošov (en allemand : Radoschau, Radeschau) est une commune du district de Třebíč, dans la région de Vysočina, en République tchèque. Sa population s'élevait à 171 habitants en 2020.

## Géographie
Radošov se trouve à 9 km à l'est-nord-est de Brtnice, à 15 km au nord-ouest de Třebíč, à 17 km à l'est-sud-est de Jihlava et à 128 km au sud-est de Prague.
La commune est limitée par Kamenice au nord, par Svatoslav à l'est, par Kouty et Chlum au sud, et par Horní Smrčné à l'ouest.

## Histoire
La première mention écrite de la localité date de 1365.

## Transports
Par la route, Radošov se trouve à 16 km de Brtnice, à 17,5 km de Třebíč, à 20,5 km de Jihlava et à 149 km de Prague.